# Cyrtidium naevium
Cyrtidium naevium är en svampart som beskrevs av Vain. 1921. Cyrtidium naevium ingår i släktet Cyrtidium, klassen Dothideomycetes, divisionen sporsäcksvampar och riket svampar.   Inga underarter finns listade i Catalogue of Life.